# سايروس سكوفيلد
سايروس إنغرسون سكوفيلد, (بالإنجليزية: Cyrus Ingerson Scofield)‏, (19 أغسطس 1843 - 24 يوليو 1921) هو قسيس وَمُنّصِر وعالم لاهوتي وكاتب أمريكي. وقد عمل  «الكتاب المقدس المرجعي»  الذي صاغه على ذيوع صيت منهج الحركة التدبيرية ومفهوم منهج المستقبلية المسيحية ما بين الأصوليون المسيحيون.

## حياته
وُلِد سايروس سكوفيلد في بلدة كلينتون بِمُقاطعة لينوي في ولاية ميشيغان، وهو الطفل السابع والأخير لوالديه إلياس وأبيجيل جودريتش سكوفيلد. يعود أسلاف إلياس سكوفيلد إلى أصول إنجليزية وتطهيرية أو ما يُسمى «بيورتانية»، إلا إن العائلة تنتمي، إسمياً، للكنيسة الأسقفية الأمريكية.
توفيّت أُمّه أبيجيل سكوفيلد بعد ثلاثة أشهر فقط من ولادة سايروس، فتزوج والده مرتين عِندما كان سايروس قاصِراً. أما عن تفاصيل مراحل تعليمه المُبكر فهي مجهولة تماماً، لكن لا يوجد سبب يدعو للشك بشهادته بأوقات لاحقة عن كونه قارئاً مُتحمساً، فضلاً عن دِراسته لكتابات شكسبير وهوميروس.
كان سكوفيلد يعيش بحلول عام 1861 مع أقربائه في مدينة لبنان الواقعة في ولاية تينيسي. تجنّد سكوفيلد بعمر السابعة عشر في بداية الحرب الأهلية الأمريكية بِرتبة جندي بصفوف فرقة مُشاة تينيسي السابعة التابعة لِجيش الولايات الكونفدرالية (الانفصالي)، وقاتل في فوجه العسكري في معارك «جبل تشيت» ومعركة «الصنوبرات السبع» و «أنتيتم».
في عام 1862، وبعد قضاؤه مُدة شهر في مستشفى تشيمبورازو في مدينة ريتشموند، قدّم طلباً لِلتسريح من الخدمة العسكرية، وكان له ما أراد. ثم عاد سكوفيلد بعد ذلك إلى مدينة لبنان، إلا إنه سُرعان ما أعيد تجنيده مرة أُخرى بِالجيش الكونفدرالي. وعند إصدار أوامر له بالتوجه نحو مدينة مكمينفيل في تينيسي، قرر سكوفيلد الفرار من التجنيد والهروب إلى ما وراء خطوط الجيش الإتحادي في مدينة بولينغ غرين في ولاية كنتاكي. وسُمِح لسكوفيلد بمرور آمن إلى مدينة سانت لويس بولاية ميزوري والإستقرار بِها، ولم يحدث هذا إلا بعد أن أقسم بيمين الولاء إلى الاتحاد.
عام 1866، تزوج من ليونتين لوبو كيري، وهي من عائلة فرنسية كاثوليكية تقطُن في سانت لويس. وتدرب سكوفيلد في المكتب القانوني لِصهره ومن ثم عمِل في مكتب تقديرات الضرائب في سانت لويس قبل انتقاله إلى مدينة أتشينسون بِولاية كانساس بأواخر عام 1869. وفي عام 1871، انتُخِب سكوفيلد بمجلس نواب كانساس، أولاً عن أتشيسون لمدة عام ثمّ ثانياً عن مقاطعة نيماها. وعمِل في عام 1873 بِحملة انتخاب جون إنجالس كَسيناتور عن كانساس، وعندما نجح انجلاس، عمل السيناتور الجديد على تعيين سكوفيلد مُدعياً عاماً لكا نساس وهو بعمر التاسعة والعشرين مما جعله أصغر من تولى ذلك المنصب في البلاد. إلا إن سكوفيلد أرغم على الاستقالة بِنفس السنة «في ظل غيوم مُلبدة من الفضائح» بسبب تعاملات مالية مشبوهة أجراها، وقد تتضمن قبول رشاوي من سِكك الحديد وسرقة التبرعات السياسية المُخصصة لانجلاس والحصول على سندات إذن مصرفية من خلال تزوير تواقيع وإمضاءات. ومن المحتمل أن سكوفيلد أُلقي به في السجن بناءً على اتهامات له بالتزوير، رغم عدم وجود دليل ماثِل على ذلك في السجلات العامة.
هَجر سكوفيلد زوجته وطفلتين له خِلال الفترة التي عاقر فيها الخمر، جزئياً ربما، حسب اعترافه الشخصي، فقامت ليونتين كيري بِتطليق سكوفيلد بعد دعوى قضائية بِهجرانه لها عام 1883. وتزوج سكوفيلد بذات العام من هاتي هول فون فارتز التي أنجب منها بعد فترة إبناً.
وحسب سكوفيلد، تحوّل إلى المذهب الإنجيلي البروتستانتي بعد شهادة من محامٍ من معارفه. وبحلول الأيام الأخيرة من خريف عام 1879، فإنه من المؤكد أن سكوفيلد كان يُساهم بِالمعونة في الحملة التي أدارها المُنصر الشهير دوايت إل. مودي، وعمِل كأمين لجمعية الشبان المسيحيين في سانت لويس. وما يشكل أهمية أكبر في مسيرة سكوفيلد أنه تلقى تعليماً من جيمس بروكس راعي كنيسة والنوت ستريت بيسبيتريان في سانت لويس، وهي كنيسةٌ تؤمن بِالعقيدة الألفية التدبيرية.
عُيّن سكوفيلد كهنوتياً في أكتوبر من عام 1883 كَقسيس أبرشاني - بينما كانت إجراءات طلاقه تمضي قِدماً ولمّ تنتهي بعد - وقَبِل بِغرفة أبرشية لكنيسة إرسالية صغيرة أسستها تلك الطائفة والتي أصبحت أول كنيسة أبرشانية في دالاس (أصبحت الآن تُسمى كنيسة سكوفيلد). وقد تضاعفت أعداد أعضاء الكنيسة من 14 إلى أكثر من 500 قبل تقديم استقالته من غرفة أبرشيتها في عام 1895.
حضر سكوفيلد عام 1888 مؤتمر الكتاب المقدس في نياجرا حيثُ التقى رائد التبشير في الصين هدسون تايلور. وقد تأثر سكوفيلد بِنهج تايلور في الإرساليات التبشيرية المسيحية فأسّس الإرساليات الأمريكية الوسطى عام 1890.
وشغل سكوفيلد كذلك مهمة المشرف على الرابطة الأمريكية للإرساليات المحلية لِتكساس ولويزيانا. ثم ساهم عام 1890 بتأسيس كلية لايك تشارلز (1890-1903) بمدينة لايك تشارلز في ولاية لويزيانا. وبعد أن ألف سكوفيلد كُتيباً بعنوان «الفصل الحق لِكلمة الحقيقة»، أصبح سكوفيلد بنفسه زعيماً لِعقيدة الألفية التدبيرية، ومن السباقين بِتكريس «الأصولية المسيحية» في القرن العشرين. أثناء بداية التسعينات من القرن التاسع عشر، بدأ سكوفيلد يضفي على اسمه لقباً أكاديمياً وهو «دكتوراة باللاهوت»، لكن لا توجد إطلاقاً أية سجلاتٍ لأي مؤسسة أكاديمية منحته الدرجة الفخرية «دكتوراة باللاهوت».
سُمّي سكوفيلد في عام 1895 راعياً لِكنيسة مودي، وكنيسة الأبرشية الثالوثية في نورثفيلد الشرقية بولاية ماساتشوستس، وحاول كذلك أن يتولى مسؤولية كُلية مودي للتأهيل بالكتاب المقدس ولكن لم يحالفه كثيراً من التوفيق. ورغم أن سكوفيلد عاد نظرياً، إلى أبرشيته في دالاس عام 1903، حيثُ إن مشروعه المرجعي في الكتاب المقدس استنزف معظم طاقته وذلك قبل وقت ليس بالقليل من نشره، فإنه إما أن شعر بسوءٍ في صحته أو أنه سافر لأوروبا. نُشِر «الكتاب المقدس المرجعي لسكوفيلد» عام 1909، وسُرعان ما أصبح أكثر الأعمال تأثيراً حول منهج الألفية التدبيرية، وتنامت شعبية سكوفيلد كَمُتحدث بمؤتمرات الكتاب المقدس في الوقت الذي استمرت صحته بالتدهور. وقد جنى سكوفيلد أرباحاً كبيرةً من هذا العمل، فإمتلك عقارات في دالاس، وفي قرية آشويلوت في ولاية نيوهامبشير، وبلدة دوجلاستون في مدينة لونج آيلاند. وانضم سكوفيلد كذلك إلى «نادي لوتوس» الخاص بالطبقة الاجتماعية الراقية.
ترك سكوفيلد الكنيسة المحفلية التحريرية لينضم إلى الكنيسة البريسبيتيريانية الجنوبية، وانتقل إلى منطقة مدينة نيويورك ليقيم حجر الأساس للكلية المسائية للكتاب المقدس في نيويورك ويشرف على مراسلاتها. ثم أسّس عام 1914 كلية فيلادلفيا للكتاب المقدس في مدينة فيلادلفيا الواقعة في بنسيلفانيا (أصبحت الآن جامعة كيرن).
أثبتت زوجة سكوفيلد الثانية أنها شريكة مخلصة، بالإضافة إلى كونها مُساعدة تحرير لكتاباته ومؤلفاته. إلا إن علاقته مع أبنائه اتسمت بعدم الحميمية أو القرب بأفضل الأحوال. توفي سكوفيلد في بيته الكائن في لونج آيلاند عام 1921.

## أهميته الدينية
جاء الأساس الذي بنى عليه سكوفيلد عمله «الكتاب المقدس المرجعي» من دراسته لِمُقرر الكتاب المقدس بالمراسلة، وهو كتاب دراسي ذو حواشي حظي بانتشارٍ واسع، ونشرته مطبعة جامعة أكسفورد لأول مرة عام 1909. وتعطي الحواشي والهوامش التي كتبها سكوفيلد أفكاراً عن المنهج المستقبلي والمنهج التدبيري، وهي أفكارٌ لاهوتية تصوّرها جون نيلسون داربي في بداية القرن التاسع عشر (وهو قد امتهن المحاماة على غرار سكوفيلد). وتـُشدّد التدبيرية على الفوارق بين كنيسة العهد الجديد وإسرائيل الغابرة الواردة في العهد القديم. ويؤمن سكوفيلد أن ما بين الخلق وحتى يوم الحكم الأخير بين الناس (القيامة) ثمة سبع حقبات متمايزة في تعامل الرب مع الإنسان، وأن هذه الحقبات تشكّل إطاراً حول ما يمكن تفسيره من رسالة الكتاب المقدس. وقد أصبح منهج الألفية التدبيرية مؤثراً ما بين الأصوليون المسيحيون في الولايات المتحدة بِفضل هوامش سكوفيلد وحواشيه التي وضعها في ذلك الكتاب. وأصبحت تلك الحواشي مصدراً هاماً لأكثر الكُتّاب الدينيين شهرة وشعبية (في أمريكا) مِثل «هال ليندساي».